# José Ramos-Horta
José Manuel Ramos-Horta (ur. 26 grudnia 1949 w Dili) – timorski prawnik i polityk, minister spraw zagranicznych (2002–2006) i premier Timoru Wschodniego (2006–2007). Prezydent Timoru Wschodniego w latach 2007–2012 i ponownie od 2022.
W 1996 wraz z Carlosem Filipe Ximenesem Belo otrzymał Pokojową Nagrodę Nobla za pracę na rzecz sprawiedliwego i pokojowego rozwiązania konfliktu w Timorze Wschodnim.

## Życiorys
Pochodzi z grupy etnicznej Mestiço. Jego ojciec był Portugalczykiem, a matka Timorczynką pochodzenia portugalskiego. 
Ramos-Horta studiował prawo międzynarodowe w Haskiej Akademii Prawa Międzynarodowego oraz na Uniwersytecie Antiochii w Yellow Springs w stanie Ohio, gdzie w 1984 uzyskał tytuł Master of Arts w dziedzinie studiów nad pokojem, ze specjalizacją w zakresie prawa międzynarodowego i stosunków międzynarodowych.  Odbył szkolenie w zakresie praw człowieka w Międzynarodowym Instytucie Praw Człowieka w Strasburgu. W 1983 roku ukończył studia podyplomowe z zakresu amerykańskiej polityki zagranicznej na Uniwersytecie Columbia. 
W okresie okupacji tego terytorium przez Indonezję był działaczem na rzecz niepodległości i rzecznikiem ruchu oporu w latach 1975–1999. Przez lata jeździł po świecie, aby wypraszać u międzynarodowych instancji wsparcie w walce o wolność dla swojej ojczyzny, Timoru Wschodniego. Po dekolonizacji Timoru Wschodniego (dawnej kolonii portugalskiej) w 1975, terytorium to zajęła Indonezja. José Ramos Horta, przywódca Rewolucyjnego Frontu na rzecz Niepodległości Timoru Wschodniego, latami starał się przekonać szefów najbardziej wpływowych państw i organizacji, że jego rodakom należy udzielić pomocy. Interweniował między innymi w ONZ-owskiej Komisji Praw Człowieka i Radzie Bezpieczeństwa. Bardzo długo jego starania spotykały się jedynie z deklaracjami bez pokrycia. Po wielu latach starań José Ramosa Horty, w 1999 udało się doprowadzić do referendum, w którym mieszkańcy Timoru Wschodniego zdecydowanie odrzucili indonezyjski projekt autonomii i opowiedzieli się za niepodległością.
Minister spraw zagranicznych Timoru Wschodniego do 25 czerwca 2006. Premier od 26 czerwca 2006 do 19 maja 2007. Następnie zwyciężył w wyborach prezydenckich. 11 lutego 2008 José Ramos Horta został ranny podczas ataku rebeliantów na jego dom. Po otrzymaniu wstępnej pomocy medycznej, został przetransportowany do Australii w stanie krytycznym, lecz niezagrażającym życiu. Jego obowiązki w kraju przejął 13 lutego 2008 przewodniczący parlamentu, Fernando de Araujo. 17 kwietnia 2008 prezydent powrócił do sprawowania funkcji. 
W wyborach prezydenckich z 17 marca 2012 ubiegał się o reelekcję. Nie przeszedł jednakże do drugiej tury wyborów. Zdobył 17,48% głosów poparcia, przegrywając z Francisco Guterresem (28,76%) oraz Taurem Matanem Ruakiem (25,71%), który ostatecznie został wybrany na urząd prezydenta. Po odejściu z urzędu prezydenta Ramos-Horta został mianowany w styczniu 2013 specjalnym przedstawicielem ONZ i szefem Zintegrowanego Biura Narodów Zjednoczonych ds. Budowania Pokoju w Gwinei Bissau (UNIOGBIS).
Zwyciężył w wyborach prezydenckich w 2022 roku. 20 maja 2022 został zaprzysiężony na drugą kadencję. 

## Odznaczenia
- Wielki Łańcuch Orderu Timoru Wschodniego (ex officio, 2012)[13]
- Krzyż Wielki Orderu Wolności (Portugalia, 1998)[14]
- Wielki Łańcuch Orderu Infanta Henryka (Portugalia, 2008)[14]
- Order José Martí (Kuba, 2010)[15]
- Order Amílcara Cabrala I klasy (Republika Zielonego Przylądka, 2011)[16]
- Narodowy Order Wzgórz Boé (Gwinea Bissau, 2014)[17]
- Honorowy Towarzysz Orderu Australii (Australia, 2014)[18]
- Wielki Łańcuch Orderu Camõesa (Portugalia, 2022)[14]